# Rags
Rags es una película original de Nickelodeon. Se trata de una inversión de género musical de la historia de Cenicienta protagonizada por Keke Palmer y Max Schneider, acompañados por Isaiah Mustafa, Avan Jogia, Robert Moloney, Burkely Duffield, Keenan Tracey, Nick Cannon y Drake Bell, entre otros. Se estrenó el 28 de mayo de 2012, en Nickelodeon.

## Trama
Rags sigue la historia del personaje de Charlie Prince, su padrastro codicioso, sin afecto natural, Arthur, sus estropeados hermanastros, Andrew y Lloyd. Luego, está Kadee, una superestrella con un padre magnate de la música, Reginald Worth.

La película comienza con la narración de Shawn, que lleva a la escena de apertura, que representa a un espectáculo de calle de Charlie, ya que el personaje busca un salario digno. Shawn aparece en la escena y observa Charlie interpretar una canción titulada Escuche a tu sueño. Charlie se siente alentado por Shawn después, declarando que el artista debe grabar un disco. Kadee y después se demuestra la realización y el público está informado de que está en secreto Kadee frustrado con cantar canciones que otras personas han optado por ella; Kadee quiere que el mundo para escuchar y ver a su por lo que ella realmente es. La audiencia se muestra entonces el lugar de karaoke que sirve como la casa de Charlie y la configuración de esto también pone de manifiesto la relación dinámica entre Charlie y su padrastro.  La audiencia se muestra entonces el empleo formal de Charlie rol que el personaje es un conserje para el sello Majestad donde Charlie tiene la oportunidad de experimentar en el estudio de grabación. En esta ocasión, Charlie es consciente de que Shawn es el interior del estudio, pero en lugar de la confrontación, Shawn procede a grabar el canto de Charlie. Shawn entonces decide que va a producir un álbum de Charlie. Kadee sigue a Charlie a la casa de empeño en el que Charlie descubre que Kadee no es cierto que su música, a sabiendas de esto, trata de ayudarla. Kadee da a Charlie una invitación de la fiesta de la Mascarada Records majestad ", después de ayudar a su expresar su verdadero yo, por haber cantar su propia música en público. Charlie, llegar tarde a su toque de queda, se cuela por la ventana baño, donde su padrastro le espera. Después de alejarse de Arthur sigue Charlie y le arrebata la invitación de él. Una vez que ya es una invitación a la Majestad Records 'Masquerade lo roba a Charlie diciendo que en vez de que va a perder, al permitir que Charlie camino, que va a utilizar para conseguir "Androyd" en la parte que cumpla, de hacer pesar Reginald Worth rechazo. Diego y Marta, que trabaja para el padrastro de Charlie, Charlie decide ayudar a ir a la fiesta haciendo un traje para él salir de cortinas del escenario y hacer una máscara de una venda de los ojos de él, para Arturo no lo reconoce. En la fiesta, Charlie (encubierta) casi se ve atrapado por su padrastro, baila con Kadee, y canta "No es tan diferente a todos." Charlie también Kadee besos, y, antes de salir le dice "usted". Pero antes de salir se le cae su demo ("Rags"), que Shawn le dio, y es recogido por Kadee. El Kadee día siguiente trata de hablar de su padre para ayudar a su búsqueda de trapos, pero él dice que no, así que en vez que visita a Charlie y le presenta la música de demostración de los trapos, sin saber que él es Rags. Después de eso, él trata de decirle que él es Kadee Trapos, pero ella está escuchando música de los trapos y no lo oyó. Más tarde, Lloyd se enfrenta a Charlie diciendo que él sabe que es Rags, pero en lugar de delatar lo que él le felicita y trata de conseguir que admitir que él es Kadee Rags. Andrew escucha la conversación y mira a través de la maleta de Charlie, y encuentra las letras de "Someday" (la canción se requiere para la búsqueda Kadee la audición de trapos) y la muestra a Arthur. Charlie va a las audiciones para "ayudar" Kadee encontrar trapos que, antes de comenzar las audiciones, él le dice que no se preocupara y le dice "Solo se tú". Entonces, su hermanastro, Andrew (que es verdaderamente malo) aparece y le dice que su padrastro lo quiere. Arthur se enfrenta a él acerca de harapos y se bloquea a Charlie en un armario, pero, cuando Charlie está golpeando en la puerta, el perro de Kadee, Trompeta, escuchó a su golpes en la puerta. Corrió hacia dos de los amigos Kadee para ayudar a Charlie. Sin embargo ya era demasiado tarde. Andrew ya había pasado el y "probado" que es Rags. Charlie, decepcionado, está listo para salir y está a punto de irse cuando lo detiene y Kadee y pide que se quede, al menos hasta que se introduce Rags. Kadee sorprende a todos diciendo que ella sabe Rags es realmente Charlie. Más tarde, Lloyd, de haber sido traicionado por Arthur y Andrés, revela que la mamá de Charlie había dejado el lugar (en la actualidad un lugar de karaoke) a Charlie no Arthur. Charlie y Kadee están en la etapa de pie juntos y se desvanece la escena para otro día en el que están en el mismo escenario, ahora novio y novia. Diego y Marta se muestran para ejecutar la tienda de Charlie, Lloyd es un bailarín, y Arthur y Andrew están limpiando baños. Charlie había conseguido su "final de cuento de hadas y le queda mucho que seguir con su música con la chica de sus sueños."

## Reparto
- Keke Palmer como Kadee Worth.
- Max Schneider como Charlie Prince.
- Isaiah Mustafa como Reginald Worth.
- Avan Jogia como Finn.
- Robert Moloney como Arthur.
- Burkely Duffield como Lloyd.
- Keenan Tracey como Andrew.
- Devon Weigel como Irma.
- Christina Sicoli como Martha.
- Zak Santiago como Diego.
- Drake Bell como Shawn.
- Tracy Spiridakos como Sammi.
- Carlena Britch como Tammy.
- Terence Kelly como Troy.
- Tom Pickett como Bernie.
- Maggie Ma como La recepcionista.
- Nick Cannon como Él mismo.
- Daniel Bacon como El director.

## Rodaje
El rodaje tuvo lugar en Vancouver, Canadá entre mayo y julio de 2011.

## Rating
La película recibió 3,4 millones de espectadores durante su estreno, recibiendo un rating de 0,5 en el grupo demográfico 18-49. De las cuatra grandes películas originales de Disney Channel y Nickelodeon que han emitido este año, ocupa el lugar #4, por detrás Frenemies  (Disney, 4.207.000, 13 de enero, #3), Radio Rebel (Disney, 4.300.000, 17 de febrero, #2) Let It Shine (Disney, 5.700.000, 15 de junio, #1).

## Lanzamiento internacional
| País                                                                                                | Canal                             | Fecha de estreno         | Título según el país               |
| --------------------------------------------------------------------------------------------------- | --------------------------------- | ------------------------ | ---------------------------------- |
| Estados Unidos                                                                                      | Nickelodeon                       | 28 de mayo de 2012       | Rags                               |
| Brasil                                                                                              | Nickelodeon Brasil                | 9 de agosto de 2012      | Rags, o poder da música            |
| Argentina · Chile · Colombia · Ecuador · México · Perú · Uruguay · Venezuela · República Dominicana | Nickelodeon Latinoamérica         | 11 de agosto de 2012     | Rags, el poder de la música        |
| Kazajistán · Rusia · Ucrania                                                                        | Nickelodeon CIS                   | 14 de agosto de 2012     | Воспевая мечты                     |
| Polonia                                                                                             | Nickelodeon Polonia               | 18 de agosto de 2012     | Wyśpiewać marzenia                 |
| Sudáfrica                                                                                           | Nickelodeon Sudáfrica             | 18 de agosto de 2012     | Rags                               |
| Alemania                                                                                            | Nickelodeon Alemania              | 18 de agosto de 2012     | Rags                               |
| Países Bajos                                                                                        | Nickelodeon Países Bajos          | 19 de agosto de 2012     | Rags                               |
| Filipinas                                                                                           | Nickelodeon Filipinas             | 20 de agosto de 2012     | Rags                               |
| Hong Kong India Malasia Singapur Tailandia República de China Vietnam                               | Nickelodeon Asia del Sur          | 20 de agosto de 2012     | Rags                               |
| Australia                                                                                           | Nickelodeon Australia             | 26 de agosto de 2012     | Rags                               |
| Francia                                                                                             | Nickelodeon Francia               | 26 de agosto de 2012     | Rags ou le rêve du chanteur masqué |
| Italia                                                                                              | Nickelodeon Italia                | 26 de agosto de 2012     | Rags                               |
| España                                                                                              | Nickelodeon España                | 31 de agosto de 2012     | Rags, una estrella entre fregonas  |
| Portugal                                                                                            | Nickelodeon Portugal              | 31 de agosto de 2012     | Rags                               |
| Reino Unido Irlanda                                                                                 | Nickelodeon Reino Unido e Irlanda | 24 de septiembre de 2012 | Rags                               |